# Dynar kornijski
Dynar kornijski – lokalna waluta Kornwalii emitowana w średniowieczu oraz w czasach współczesnych.
Najstarsze odniesienia można znaleźć w trzynastowiecznej sztuce kornijskiej w wierszu dhodh a dela pymp cans dyner co można przetłumaczyć jako należało mu się 500 dynarów.
W czasach współczesnych waluta ta została wyemitowana przez nowy Parlament Kornwalii w 1974 jako Narodowy Fundusz Kornwalii. Celem funduszu było zdobycie funduszy na kampanię w celu przywrócenia autonomii Kornwalii.
Banknoty z 1974 zostały wyemitowane w nominałach 5 i 10 szylingów oraz 1 i 5 funtów. Tekst w języku kornijskim na awersie banknotu 5-szylingowego brzmiał: Narodowy Fundusz Kornwalii obiecuje wypłacić okazicielowi sumę 5 szylingów następnego dnia po przedłożeniu. W 1985 Parlament wyemitował banknoty o nominałach 50 pensów i 1 funta, które były sprzedawane z zyskiem jako komplet kolekcjonerski w celu zwiększenia wpływów. W roku 2000 wyemitowano banknot o nominale 500 dynarów w celu upamiętnienia 200 rocznicy wjechania przez Richarda Trevithicka, w wigilię 1801 drogową lokomotywą parową na wzgórze Camborne Hill. Na awersie przedstawiono św. Pirana z flagą na tle kamiennego krzyża.